# Justice League: Gods and Monsters Chronicles
Justice League: Gods and Monsters Chronicles è una webserie animata del 2015 incentrata sui personaggi della Justice League della DC Comics. La serie è stata trasmessa per la prima volta l'8 giugno 2015 su Machinima, un multi-channel network, ed è stata sviluppata da DC Entertainment, Warner Bros. Animation e Blue Ribbon Content. La serie funge da complemento al film d'animazione Justice League: Gods and Monsters. La prima stagione è composta da tre episodi e si è conclusa il 12 giugno.
Nonostante Machinima e Warner Bros. abbiano annunciato che la serie sarebbe stata rinnovata per una seconda stagione, prevista per il 2016 con dieci episodi, il creatore della serie Sam Liu ha riferito che la serie è stata accantonata fino a quando non verranno risolte alcune questioni, e che attualmente sta lavorando su altri progetti.

## Trama
Questa serie web è ambientata nella realtà alternativa di Justice League: Gods and Monsters. Ognuno dei tre episodi iniziali mette in evidenza uno dei principali personaggi del film: Batman, Superman e Wonder Woman.

## Personaggi

### Principali
- Kirk Langstrom / Batman, doppiato da Michael C. Hall (Ep. 1)
- Hernan Guerra / Superman, doppiato da Benjamin Bratt (Ep. 2)
- Bekka / Wonder Woman, doppiata da Tamara Taylor (Ep. 3)

### Guest
- Lois Lane, doppiata da Paget Brewster (Ep. 2)
- Doctor Sivana, doppiato da Daniel Hagen (Ep. 2)
- Presidente Amanda Waller, doppiata da Penny Johnson Jerald (Ep. 2)
- Assistente della Casa Bianca, doppiato da Josh Keaton (Ep. 2)
- Guardia di Kobra, doppiato da Josh Keaton (Ep. 3)
- Steve Trevor, doppiato da Tahmoh Penikett (Ep. 3)
- Harley Quinn, doppiata da Tara Strong (Ep. 1)
- Brainiac, doppiata da Tara Strong (Ep. 2)
- Kobra, doppiato da Bruce Thomas (Ep. 3)

## Episodi
| Episodio | Titolo originale | Pubblicazione USA |
| -------- | ---------------- | ----------------- |
| 1        | Twisted          | 8 giugno 2015     |
| 2        | Bomb             | 10 giugno 2015    |
| 3        | Big              | 12 giugno 2015    |

## Produzione
La serie di cortometraggi ha debuttato sul canale YouTube di Machinima ed è stata sviluppata per collegarsi al film d'animazione del 2015 Justice League: Gods and Monsters. Questi cortometraggi sono stati trasmessi nel mese precedente all'uscita del film, e ogni episodio si concentra su uno dei tre personaggi principali: Batman, Superman e Wonder Woman. I tre episodi della prima stagione sono stati pubblicati l'8, 10 e 12 giugno 2015.
La serie è la prima collaborazione tra Warner Bros. e Machinima, successiva all'investimento di 18 milioni di dollari da parte di Warner Bros. in Machinima, avvenuto nel marzo 2014. La serie è anche la prima produzione di Blue Ribbon Content, un'unità di produzione di contenuti digitali di Warner Bros., formata nel 2014 e guidata dal presidente di Warner Bros. Animation, Sam Register.